# Усциково (Великопольське воєводство)
Усциково (пол. Uścikowo, нім. Neuendorf) — село в Польщі, у гміні Оборники Оборницького повіту Великопольського воєводства.
Населення — 723 особи (2011).
У 1975-1998 роках село належало до Познанського воєводства.

## Демографія
Демографічна структура станом на 31 березня 2011 року:
|          | Загалом | Допрацездатний вік | Працездатний вік | Постпрацездатний вік |
| -------- | ------- | ------------------ | ---------------- | -------------------- |
| Чоловіки | 365     | 96                 | 243              | 26                   |
| Жінки    | 358     | 86                 | 217              | 55                   |
| Разом    | 723     | 182                | 460              | 81                   |